# H.-H.-Meier-Allee

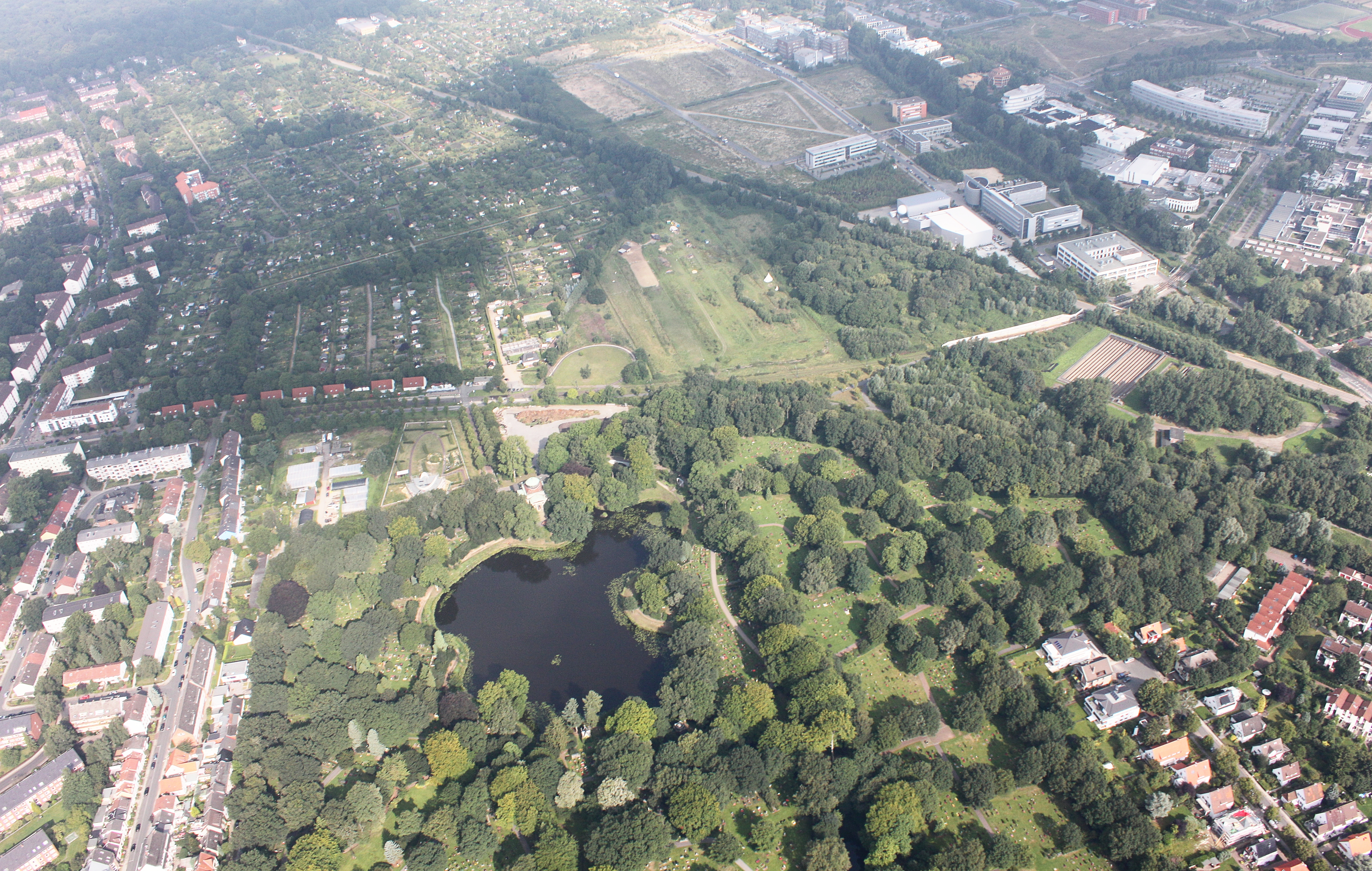
Das nördliche Ende der H.-H.-Meier-Allee hinter dem Riensberger Friedhof

Die Hermann-Henrich-Meier-Allee (amtlich und umgangssprachlich auch H.-H.-Meier-Allee) ist eine zentrale Erschließungsstraße im Bremer Stadtteil Schwachhausen an der Grenze der Ortsteile Neu-Schwachhausen und Riensberg. Sie führt als Verlängerung der Wachmannstraße vom Schwachhauser Ring Richtung Riensberger Friedhof, wo sie hinter der Kreuzung Wätjenstraße/Kulenkampffallee an der Wendeschleife Riensberg endet. Die H.-H.-Meier-Allee ist auf ihrer gesamten Länge Teil des Verlaufs der Bremer Straßenbahnlinie 6.

## Geschichte

### Name

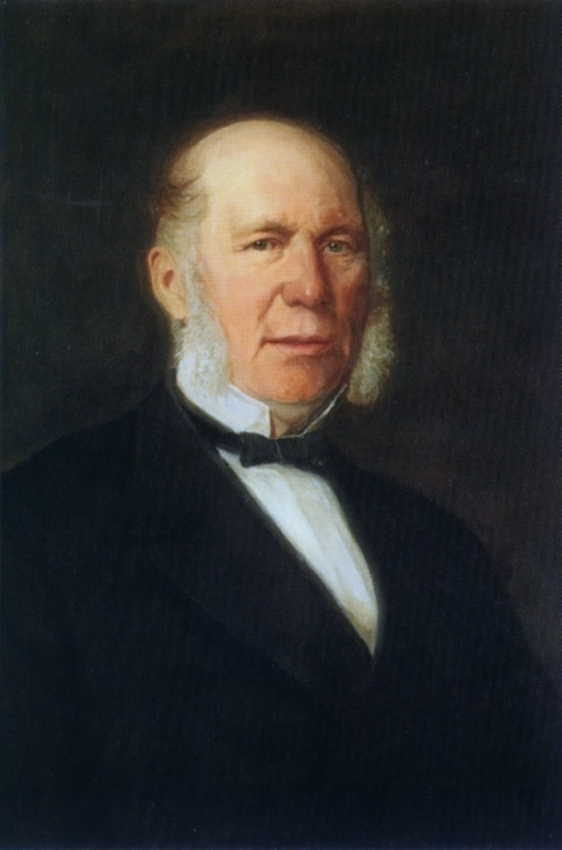
Portrait von Hermann Henrich Meier (um 1890)

Die H.-H.-Meier-Allee wurde benannt nach dem Kaufmann, Politiker und Mitgründer des Norddeutschen Lloyds (NDL) Hermann Henrich Meier (1809–1898).
Der NDL wurde 1857 gegründet von Meier (1809–1898) und Eduard Crüsemann (1826–1869) als ersten Direktor der Bremer Reederei sowie von Gustav Kulenkampff (1811–1878). Meier war zudem von 1881 bis 1887 Mitglied des Reichstags des Deutschen Reiches (Nationalliberale Partei).
Im Amtlichen Straßenverzeichnis ist die Straße ausschließlich gekürzt als H.-H.-Meier aufgeführt. Auch die nach ihr benannte Straßenbahnhaltestelle führt die abgekürzte Variante des Straßennamens.
Die Querstraßen und Anschlussstraßen wurden benannt u. a. als Wachmannstraße nach dem Bremer Ratssyndikus und Gesandten Johann Wachmann der Ältere (1592–1659), Schwachhauser Ring nach der Ringstraße um Bremen, Wyckstraße 1939 nach dem Bremer Ratssyndikus Johann von der Wyck (?–1534), der als Ketzer in Münster verbrannt wurde, Emmastraße 1890 nach der mildtätigen Gutsbesitzerin Gräfin Emma von Lesum (975/980–1038), Gevekohtstraße nach dem Kaufmann und Bremer Abgeordneten Carl Theodor Gevekoht (1798–1850), Baumschulenweg 1925 nach einer früheren Baumschule, Klattenweg nach einer alten Schwachhauser Bauernfamilie, Kulenkampffallee 1957 nach der Bremer Kaufmannsfamilie, Wätjenstraße nach den Bremer Reedern Diedrich Wätjen (1785–1858) und Heinrich Wätjen (1813–1887), Heinstraße 1955 nach dem Eigentümer des Areals, Magdalene-Thimme-Weg, benannt nach der Bremer Pädagogin, der zur Unterführung der Straßenbahnlinie 6 (Richtung Stadtteil Horn) führt und vier unbenannte Wege u. a. zur Universität und nach Horn.

### Entwicklung
Der Ortsteil Neu-Schwachhausen westlich der H.-H.-Meier-Allee wurde in wesentlichen Teilen erst nach dem Zweiten Weltkrieg in den 1960er Jahren bebaut, u. a. mit mehrgeschossigen Miethäusern. Der Ortsteil Riensberg auf der östlichen Seite hat seinen Namen vom Gutsbezirk Riensberg, eine Gemarkung zwischen den Dörfern Schwachhausen und Horn.
Die zuvor dörfliche Straße stammt aus der ersten Hälfte des 19. Jahrhunderts. In den 1960er Jahren wurde sie für den Ortsteil ausgebaut. Eine Verlängerung der Straße Richtung Universität und Horn als Horner Spange wurde nach Einsprüchen der Bürger um 2009 zunächst nicht weiter betrieben, findet sich aber im Gewerbeentwicklungsprogramm für 2030. Die Straße soll an das Fernwärmenetz angeschlossen werden, das seit 2021 ausgebaut wird.

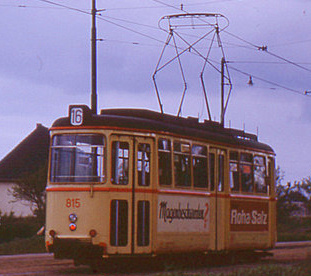
Straßenbahn Linie 16 von 1963

## Verkehr
1959 wurde die Strecke der damaligen Linie 16 von der Wachmannstraße bis zur Wendeschleife Riensberg auf der H.-H.-Meier-Allee verlängert.
1967 erhielt die bisherige Linie 16 die Liniennummer 6 (Huchting (ab 1976) – Grolland – Riensberg). Nach einer Neuordnung des Netzes führt die Linie 6 vom Flughafen nach Riensberg und nach einer Verlängerung 1998 zur Universität. Entlang der H.-H.-Meier-Allee liegen die Haltestellen Riensberg (am nördlichen Straßenende), Wätjenstraße, Emmastraße und H.-H.-Meier-Allee (am südlichen Straßenende). An letzterer besteht Übergang zur Buslinie 22 (Kattenturm – Universität via Parkallee) der BSAG.

## Gebäude und Anlagen

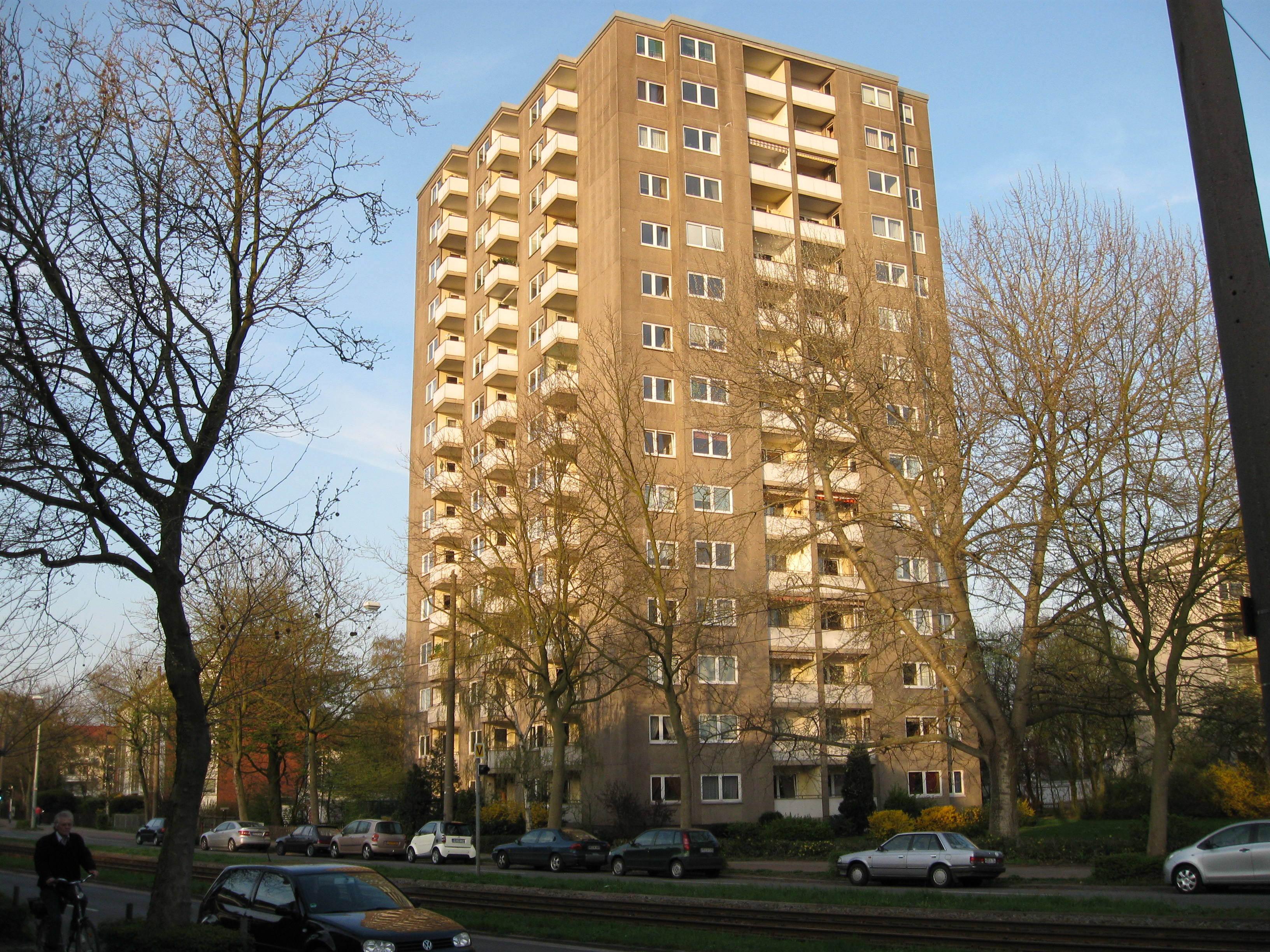
Nr. 51: Wohnhochhaus

Die 1,2 Kilometer lange Straße, an der u. a. zahlreiche Platanenbäume stehen, ist überwiegend mit zwei- bis fünfgeschossigen Wohngebäuden bebaut aus der Zeit nach dem Zweiten Weltkrieg in den 1960er bis 1980er Jahren.
Erwähnenswerte Gebäude 
- Nr. 1 bis 21: 3-geschossige Wohnhäuser mit Satteldächern
- Nr. 6 bis 44: 3-gesch. Wohnhäuser und Wohn- und Geschäftshäuser mit Satteldächern
  - Nr. 6 und 10: Restaurants
  - Nr. 34: Lloyd-Apotheke und Filiale der Sparkasse Bremen
  - Nr. 40a: Gemeindezentrum der Gemeinde von Unser Lieben Frauen
  - Nr. 40: Poststelle
  - Nr. 42: griechisches Restaurant Akropolis von 2002
- Nr. 50 bis 60/70: 3-gesch. Wohnhausanlagen
- Nr. 51: 15-gesch. Wohnhochhaus von 1964 nach den Plänen der Architekten Morschel, Henke und Hodde; einziges Hochhaus im Stadtteil
- Nr. 53 bis 85: 3-gesch. Wohnhäuser mit Satteldächern zumeist in Zeilenbauweise
- Wätjenstraße Nr. 113 bis Heinstraße: 5-gesch. Wohnhäuser mit Flachdächern
- Nr. 72/76 und Kulenkampffallee Nr. 184: neueres 4-gesch. Wohn- und Geschäftshaus
- Nr. 78 bis 84c: Acht 1-gesch. Einfamilienhäuser
- Nr. 80: 1-gesch. KiTa Singdrossel
- Übergangswohnhäuser von um 2016

Erwähnenswerte Anlagen
- nördlich der Emmastraße:

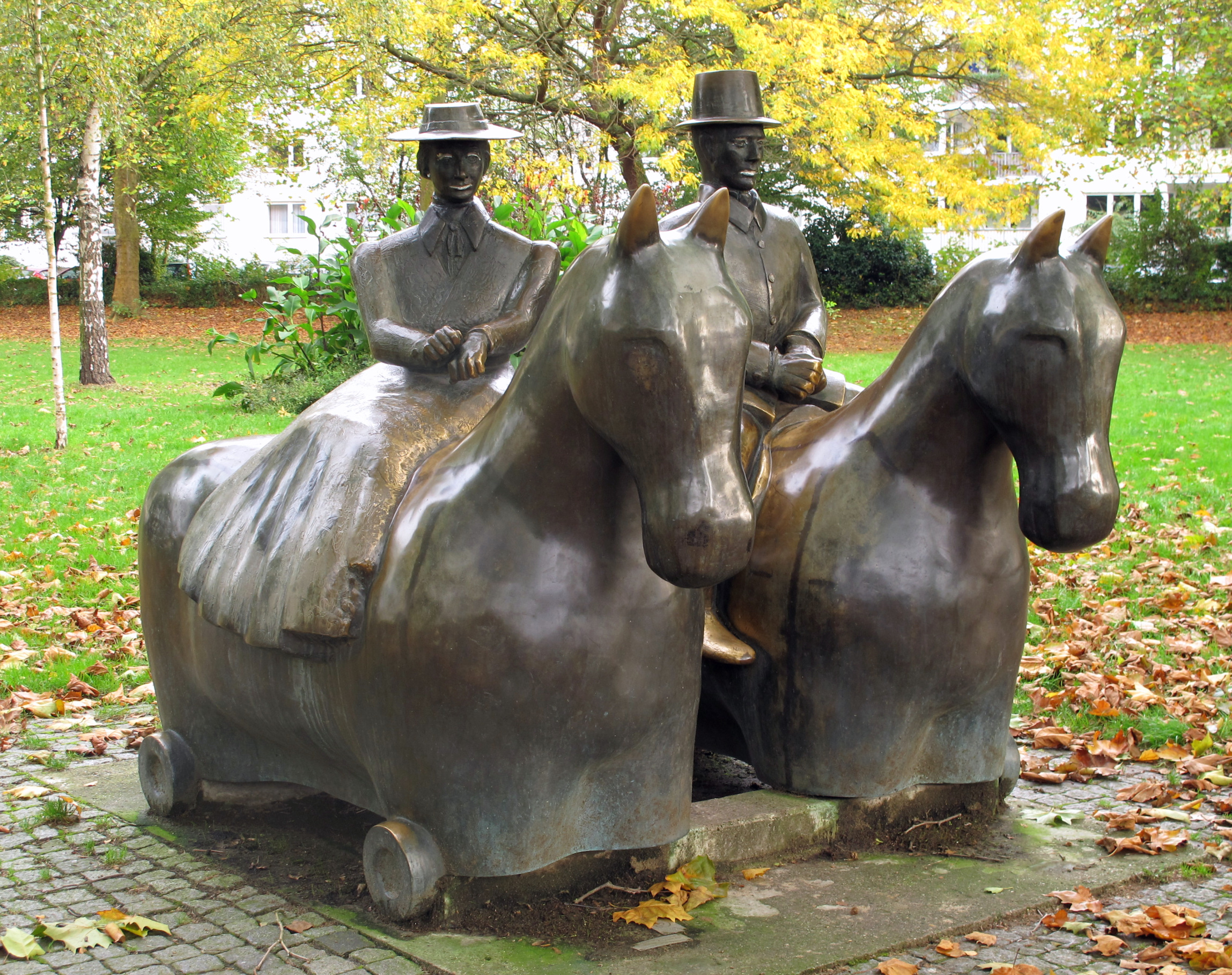
Gräfin Emma und Herzog Benno

- Zwischen der Nr. 40 und Ecke Baumschulenweg: Wochenmarkt Schwachhausen – H.-H.-Meier-Allee
- Denkmal von Gräfin Emma und Herzog Benno von 1988 aus Bronze vom Bildhauer Thomas Recker auf einer Grünanlage unterhalb der Nr. 51, an der Ecke zur Emmastraße.
- Bedarfswendeschleife der Straßenbahn
- Grünzone: 28,1 ha großer Park-Friedhof Riensberg von 1875 (Gartenarchitekt Wilhelm Benque) mit Riensberger See, Kapelle, Kolumbarium und ehem. Krematorium von 1907
  - Jüdischer Friedhof Riensberg von 2008, 5,3 Hektar groß, mit Zugang von der Beckfeldstraße, Trauerhalle von 2013
  - Kinderwald und Wiesen mit Ponnys, 4 Hektar groß
- Wege Richtung Universität bzw. Riensberger Straße in Horn-Lehe, Ortsteil Horn.